# Balitora
Balitora är ett släkte i familjen grönlingsfiskar (Balitoridae). Släktet omfattar nio arter, som alla lever i södra, östra, och sydöstra Asien.

## Lista över arter
- Balitora annamitica Kottelat, 1988
- Balitora brucei Gray, 1830
- Balitora burmanica Hora, 1932
- Balitora elongata Chen & Li, 1985
- Balitora lancangjiangensis (Zheng, 1980)
- Balitora meridionalis Kottelat, 1988
- Balitora mysorensis Hora, 1941
- Balitora nantingensis Chen, Cui & Yang, 2005
- Balitora tchangi Zheng, 1982